# Sergei Alexandrowitsch Wolkow
Sergei Alexandrowitsch Wolkow (russisch Сергей Алекса́ндрович Во́лков, wiss. Transliteration Sergej Aleksandrovič Volkov; * 1. April 1973 in Tschugujew, Oblast Charkow, Ukrainische SSR) ist ein ehemaliger russischer Kosmonaut. Er war Kommandant der 17. Langzeitbesatzung der Internationalen Raumstation von April bis Oktober 2008.

## Ausbildung
Wolkow besuchte in Tambow die Militärhochschule der Luftwaffe, die er 1995 abschloss.
Sergei Wolkow wurde am 28. Juli 1997 als Kosmonaut ausgewählt. Seine Grundausbildung als Kosmonaut absolvierte er bis zum November 1999. Seine erste Einteilung für einen Raumflug erhielt er mit der Nominierung für die Ersatzmannschaft von Sojus TMA-8. 

## Laufbahn als Kosmonaut

### Erster Raumflug – ISS-Expedition 17

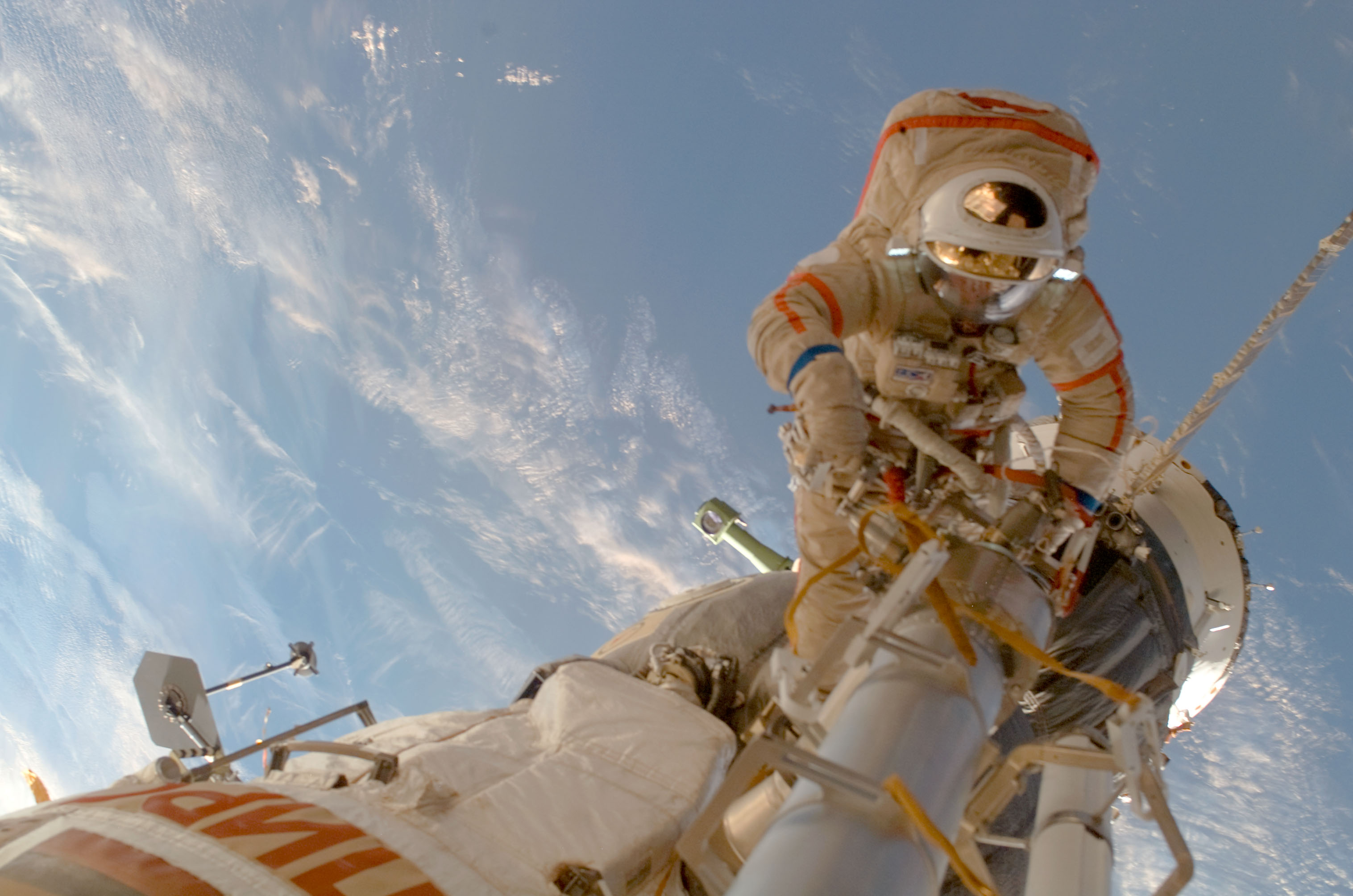
Wolkow während seines zweiten Außenbordeinsatzes am 15. Juli 2008. Während des Einsatzes wurde unter anderem ein Docking-Adapter am russischen Modul Swesda installiert.

Er wurde als Kommandant für die ISS-Expedition 17 ausgewählt. Am 8. April 2008 startete er mit Sojus TMA-12 zur Internationalen Raumstation, die Landung erfolgte am 24. Oktober 2008.

### Zweiter Raumflug – ISS-Expeditionen 28 und 29
Im Oktober 2009 wurde er für einen weiteren Langzeitaufenthalt an Bord der ISS nominiert. Er arbeitete als Bordingenieur der Expeditionen 28 und 29 von Juni bis November 2011 an Bord der ISS. Für den Jungfernflug des neuen Sojus-Typs Sojus TMA-01M im Oktober 2010 war Wolkow als Ersatzkommandant nominiert.

### Dritter Raumflug – ISS-Expeditionen 45 und 46
Seinen dritten Raumflug trat Wolkow am 2. September 2015 an. Als Kommandant des Raumschiffes Sojus TMA-18M startete er zusammen mit dem Dänen Andreas Mogensen und dem Kasachen Aidyn Aimbetow zur ISS. Während Mogensen und Aimbetow schon nach kurzer Zeit mit Sojus TMA-16M zur Erde zurückkehrten, blieb Wolkow als Bordingenieur der ISS-Expeditionen 45 und 46. Die Rückkehr erfolgte am 2. März 2016, zusammen mit Michail Kornijenko und Scott Kelly, die fast ein ganzes Jahr auf der ISS verbracht hatten. Wolkow liegt mit 547 Tagen im All auf Platz 12 der Rangliste der erfahrensten Raumfahrer.

## Privates
Sergei Wolkow ist Sohn des Kosmonauten Alexander Wolkow. Er ist verheiratet und hat ein Kind.